# Giuseppe Sammartini
Giuseppe Francesco Gaspare Melchiorre Baldassare Sammartini más néven Gioseffo, S Martini, St Martini, San Martini, San Martino, Martini, Martino; (Milánó, 1695. január 6. – London, 1750. november) itáliai zeneszerző és oboaművész a késő barokk korában. és a korai klasszicista korszakban. Bár Milánóból származott, szakmai életének nagy részét Londonban és Frigyes walesi hercegnél töltötte. Öccse, Giovanni Battista Sammartini szintén neves zeneszerző lett

## Élete
Giovanni Battista Sammartini a (z Itáliába emigrált) francia oboás, Alexis Saint-Martin és Girolama de Federici nyolc gyermeke közül hetedikként született. Zenei képzettségét édesapjától kapta, és 1717-ben már bátyjával, Giuseppével oboásként lépett fel a San Celso-templomban. 1725-ben írta első, öt kantátából álló művét a Santissimo Entierro Kongregáció számára (jelenleg elveszettnek gondolják); első kompozíciója azonban egy 1724-ben előadott oratórium áriája volt (szintén nincs meg). Néhány évvel később, 1728-ban maestro di cappella lett a Kongregációban, ezt a posztot élete nagy részében betöltötte. 1726-ban a Sant'Ambrogio-bazilika alelnökévé nevezték ki, majd 1728-ban címzetes mester lett. Ugyabban az évben komponálta A pásztorok által imádott Gyermekjézus oratóriumot a San Fedele-templomban, amelyet Joachim Quantz, aki ekkor Milánóban tartózkodott, nagyra értékelt.
Sammartini hamar híressé vált szakrális művek zeneszerzőjeként (amint a szerződésében szerepel, amely a Szent Ambrus mesterhelyettesévé nevezi ki az 1730-as évektől Itálián kívül is népszerű volt, mindenekelőtt hangszeres zenéjének köszönhetően). sőt jelentős számú szimfóniát, versenyművet, szonátát, sőt drámai művet is írt. Operaszerzőként debütált a Memetben, amelyet 1732-ben állítottak színpadra Lodiban. Ezt követte második operája, a L'ambition overcomed by virtue, amelyet két évvel később a milánói Teatro Regio Ducale színházban mutattak be Vittoria Tesivel, december 26-án. Szintén az 1730-as években, saját városában megalapította Európa első szimfonikus iskoláját, amelyben Antonio Brioschi, Ferdinando Galimberti, Giovanni Battista Lampugnani és Melchiore Chiesa zeneszerzők is részt vettek.
Zeneszerzői és kapellmeisteri tevékenysége mellett tanárkodással is foglalkozott: 1730-tól a Collegio de' Nobiliban végzett oktatói tevékenysége mellett sok más tanítványa is volt, akik közül elsősorban Christoph Willibald Gluck zeneszerző említendő, akit 1737 és 1741 között tanított.
Érettkorában Milánó leghíresebb egyházi zeneszerzője volt: 1761-ben nyolc milánói templomban volt maestro di cappella, míg halálának évében, azaz 1775-ben ez a szám 11-re emelkedett. hozzá kell tenni még a San Gottardo hercegi kápolna mesterévé 1768-ban kapott kinevezését.
1741-ben saját maga komponált misét rendezett Benedetto Odescalchi bíboros halálának emlékére, a következő évben pedig a vigevanói San Paolo de' Barnabiti-templom zeneigazgatója volt. 1743-ban a Regio Ducaléban színpadra állította utolsó operáját, az Agrippinát, Tiberius feleségét, majd négy évvel később Mária Terézia harmadik fia, Lipót Péter főherceg születése tiszteletére ugyanabban a színházban adta elő kantátáját, A zsenik fáját. 1750-ben Sammartini több zenekari és kamaraművet kezdett el küldeni Carl Friedrich baden-durlachi őrgrófnak, Karlsruhe városába, akivel valószínűleg néhány évvel korábban, Itáliában találkozott. 1749-ben és 1751-ben különböző koncerteket vezényelt a Sforza-kastélyban, 1753-ban II. József születésnapja alkalmából pedig kantátát komponált. 1758. április 10-én egyike volt a Milánói Filharmonikus Akadémia alapítóinak, a templomokba és palotákba járó amatőrökből álló intézménynek.
Az ötvenes-hetvenes évek között megismerkedett az új generáció néhány zeneszerzőjével, akik közül Johann Christian Bachot érdemes megemlíteni, aki 1755 és 1762 között Milánóban élt, Luigi Boccherinit, aki 1765 júliusában Paviában Sammartini vezényletével a zenekarban játszott, ill. Cremona és Leopold, valamint a fiatal Wolfgang Amadeus Mozart 1770-ben. Ugyancsak ebben az évben látogatta meg Charles Burney utazót, aki az Itáliai zenei életről írt.
1773-ban komponálta utolsó művét, 6 vonósötöst, és 1775. január 17-én tüdőgyulladás következtében elhunyt. Másnap pazar gyászmisével tisztelték meg maradványait, és a zebedia Sant'Alessandro-templomban temették el.

## Előadóként
Sammartini kivételesen képzett oboaművész volt. Tudott furulyázni, ahogy az akkoriban szokás volt. Mielőtt Londonba költözött, 1717 körül a milánói San Celso oboaművésze volt. Ezt követően, 1720-ban a Teatro Regio Ducale oboaművésze lett. Londonban még a „legnagyobb oboaművészként” szerzett hírnevet. Olyan helyeken lépett fel, mint a Lincoln's Inn Fields, a Hickford's Room, a Castle koncertjei és a The King's Theatre operazenekarában. Oboaművészként hihetetlenül sikeres volt, és jelentősen előrelépett oboajátékában, időnként ezt a hangszertt is képes volt hangosan megszólaltatni. Egyik legjelentősebb tanítványa az angol Thomas Vincent volt. 

## Zeneszerzőként
Jól ismerte az ellenpontozás és a megfelelő harmónia módszereit. Ez korának igen képzett zeneszerzőjévé tette. Egyik első publikált gyűjteménye egy 12 triószonátából álló sorozat volt. Londonban adta ki a Walsh & Hare. Sammartini zeneszerzői karrierje akkor haladt előre, amikor felvették a walesi herceg, Frigyes és felesége, Auguszta zenemesterének. 1736-tól 1750-ben bekövetkezett haláláig szolgált nekik és gyermekeiknek. Amíg a családnak dolgozott, Sammartini sok művet szentelt a család különböző tagjainak. 12 szonátája op. 1-et Frigyesnek, és 12 trióját op. 3 Augustának. Sammartini egyértelműen nagyon ragaszkodott ehhez a családhoz, e csodálatos gyűjteményektől kezdve az egyszerű születésnapi dallamokig mindent írt a gyerekeknek.
Kamarazenéjének nagy részét élete során rendszeresen játszották és publikálták. Sok Sammartini által írt versenymű és nyitány azonban csak halála után jelent meg, de aztán széles körben elfogadottá vált, még inkább, mint más olasz zeneszerzők, például Arcangelo Corelli.

## Zenei stílusa
Bár Sammartini későbbi barokk stílusban írt, sok klasszikus elemet is beépített. Zeneszerzőként előre gondolkodott, sőt olyan ötleteket is alkalmazott, mint a gáláns stílus és a Sturm und Drang (a szélsőséges és viharos érzelmek gondolata). Más, egyértelműen előrelátó zenei irányzatai is voltak. Példa erre néhány versenyművének és szimfóniájának tételszáma.
Elsősorban instrumentális zeneszerzőként Sammartini jelentős mennyiségű szólószonátát írt. Professzionális hangszerének köszönhetően ezek közül a szonáták közül sokat fuvolára, furulyára és oboára írtak. Egyik sajátos idiómája az volt, hogy egy szonátát lassú tétellel indított. Nagyobb zenekari műveiben gyakran négy-öt tétel szerepelt lassú átmeneti tételekkel. Giuseppe Sammartini volt az egyik első zeneszerző, aki billentyűs versenyműveket írt Angliában, így korában rendkívül nagy hatású zeneszerzővé vált.

## Művei
Sammartini egyik leghíresebb darabja F-dúr hangversenye, vonósokra és kontinuóra. Műveinek katalógusát (amelyet a "GSM" jelről lehet felismerni) 2020-ban készített B. Laurent.
- 3 opera
- több mint 50 szonáta (orgonára; csellórs; hegedűre; fuvolára)
- 10 concerto (csellóra és ottavinóra; fuvolára; hegedűre)
- több mint 68 szimfónia
- 7 koncsertinó
- 4 induló
- 8 kvintett vonósokra
- 21 kvartett vonósokra és fuvolára
- kb. 200 trió vonósokra
- 9 ária
- 8 kantáta
- 17 szakrális mű

## Fordítás
- Ez a szócikk részben vagy egészben  a   Giuseppe Sammartini című angol Wikipédia-szócikk ezen változatának fordításán alapul.  Az eredeti cikk szerkesztőit annak laptörténete sorolja fel. Ez a jelzés csupán a megfogalmazás eredetét és a szerzői jogokat jelzi, nem szolgál a cikkben szereplő információk forrásmegjelöléseként.
- Ez a szócikk részben vagy egészben  a   Giovanni Battista Sammartini című olasz Wikipédia-szócikk ezen változatának fordításán alapul.  Az eredeti cikk szerkesztőit annak laptörténete sorolja fel. Ez a jelzés csupán a megfogalmazás eredetét és a szerzői jogokat jelzi, nem szolgál a cikkben szereplő információk forrásmegjelöléseként.

## Hangzó anyag
- Sablon:IMSLP
- Concerto in F major for descant recorder. YouTube